# Mantis Bug Tracker
Mantis Bug Tracker es un software que constituye una solución completa para gestionar tareas en un equipo de trabajo. Es una aplicación OpenSource desarrollada en php y mysql que destaca por su facilidad y flexibilidad para la instalación y configuración. 
Esta aplicación se utiliza para probar soluciones automatizadas, llevando un registro histórico de las alteraciones y gestionando equipos de trabajo de forma remota. 

## Utilidades
Esta aplicación permite la creación de diversas cuentas de usuario desde las cuales se puede informar de los bugs detectados.
Con Mantis se puede dividir un proyecto en varias categorías, lo cual permite hacer un seguimiento más exacto de éste. 
El flujo de trabajo también se puede configurar desde la propia herramienta, de forma que puede definirse quién puede causar problemas, quién puede analizarlos y quién puede atenderlos.

## Características
Una de las características de Mantis es el gran abanico de posibilidades que ofrece para su configuración, nombradas a continuación:
- Permite configurar la transición de estados (abierto, encaminado, testeado, devuelto, cerrado, reabierto...).
- Se puede especificar un número indeterminado de estados para cada tarea (abierta, encaminada, testeada, devuelta, cerrada, reabierta…).
- Permite introducir diferentes perfiles (programador, tester, coordinador, visualizador…).
- Se permite la carga de plugins programados para esta plataforma, los que añaden ciertas funcionalidades extra.

Mantis incluye filtros, un sistema de búsqueda, tiene soporte para varios idiomas y también informa por correo electrónico de la resolución de los errores de los que se ha informado.

## Resultados
Las finalidades de esta aplicación son las siguientes: 
- Agilizar  el proceso de atención al cliente en las áreas de servicios informáticos, redes y cableado telefónico.
- Eliminar el uso de papel en cuanto a la recepción de solicitudes de servicio corresponde.
- Permitir tener un mayor control sobre el tiempo que los técnicos abarcan en una orden de servicio.
- Optimizar el tiempo de los técnicos, permitiéndoles observar sus tareas desde cualquier lugar.
- Proporcionar al usuario la facilidad de observar en qué etapa del proceso se encuentra el servicio solicitado.
- Disminuir las entradas de solicitudes por línea telefónica.
- Obtener de manera rápida información de donde se emplea el tiempo por parte del personal de soporte
- Obtener estadísticas de empleo de tiempo y de estado del servicio

## Requisitos del sistema
MantisBT tiene requisitos de software y hardware modestos. Se requiere un equipo que sea capaz de ejecutar el software de un servidor. Todo el software necesario es libre o para uso no comercial. El servidor público puede ser un servidor web compartido o co-ubicados en un servidor dedicado. El espacio en disco necesario depende del tamaño de la base de datos, sin embargo, normalmente es manejado por el tamaño y número de archivos adjuntos.
| Paquete                   | Versión mínima | Probado con                                         |
| ------------------------- | -------------- | --------------------------------------------------- |
| MySQL                     | 4.1x           | 5.0.x, 6.0.x                                        |
| PostgreSQL (experimental) | 7.0            | 8.0                                                 |
| PHP                       | 5.1.2          | 5.2x                                                |
| Servidor web              |                | Apache 1.3.x, Apache 2.2.x, 1.4.x lighttpd, IIS 6.0 |
| Sistema operativo         |                | Windows, Mac OS, OS / 2, Linux, Solaris, BSD.       |